# Toucher rectal
 (février 2013).

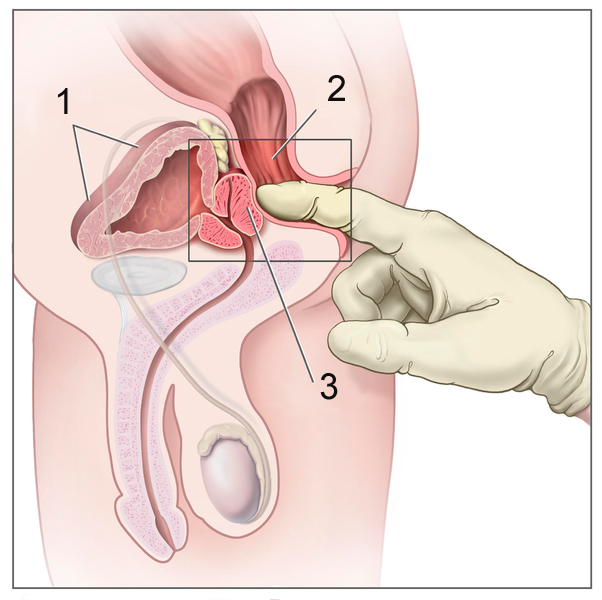
Coupe sagittale médiane du petit bassin masculin schématisant un toucher rectal évaluant la prostate. 1. Vessie - 2. Rectum - 3. Prostate.

Le toucher rectal est un examen médical faisant partie de l'examen proctologique, lors duquel un médecin introduit un doigt ganté et lubrifié dans le rectum du patient, via l'anus. Il permet d'examiner le canal anal et ses sphincters, la partie inférieure du rectum et son contenu, et les structures adjacentes : cul-de-sac de Douglas, prostate chez l'homme, vagin chez la femme, s'il est utilisé à but diagnostique. Il permet également l'évacuation des selles s'il est utilisé à but thérapeutique. Dans ce cas là, il s'agit d'un acte infirmier.

## Description

### Préalable
Le toucher rectal est un acte médical qui touche à l'intimité du patient. Avant le geste, le patient doit être informé de sa réalisation et de son intérêt. Comme tous les examens médicaux, le toucher rectal suppose en effet le consentement libre et éclairé (patient informé) de la personne à qui il est effectué (hors urgence ou trouble de conscience).
Un lieu préservant l'intimité et avec une ambiance calme est souhaitable. Ce geste pouvant être vécu comme une agression, le professionnel de la santé se doit d'avoir une attitude rassurante.
La position du patient dépend des habitudes du médecin :
- en décubitus dorsal (position allongée sur le dos), les jambes fléchies et les poings sous les fesses ou en position gynécologique ;
- en décubitus ventral, en position genu pectorale, genoux et hanches fléchis, genoux et coudes posés sur la table de l’examen ;
- en décubitus latéral (sujet allongé sur le côté).

Le décubitus dorsal est le plus souvent pratiqué[réf. nécessaire].
Le toucher rectal peut être considéré comme un examen non invasif puisqu'il ne nécessite pas d'effraction de la peau ou de la muqueuse. Cependant, même si la plupart du temps, il est indolore, il peut néanmoins être une source de gêne pour certains patients.

### Le geste
Pour effectuer un toucher rectal, le professionnel de santé introduit un ou deux doigts, en général un index, protégé par un gant ou un doigtier en latex par exemple, et lubrifié par de la vaseline, dans l'anus du patient.
Deux objectifs sont à distinguer : le but diagnostique et le but thérapeutique. Cet acte est réservé à un médecin ou une sage-femme s'il est diagnostique, mais peut aussi être réalisé par un infirmier, un aide-soignant ou un assistant en soins lorsqu'il est thérapeutique.

## Aspect diagnostique
Lorsque le toucher rectal est à visée diagnostique, on recherche le contenu du rectum, une tuméfaction, une douleur ; on peut également apprécier le tonus sphinctérien. Après le retrait du doigt, on regarde l'aspect des traces sur le gant.
Sont ainsi analysés le rectum et son contenu, le canal anal et ses sphincters, le péritoine (cul-de-sac de Douglas), la prostate chez l'homme, le vagin chez la femme. Plus particulièrement, on caractérise :
- le contenu du rectum : selles (abondance et consistance) ou autre ;
- les anomalies organiques : tuméfaction (localisation, mobilité, taille, consistance, douleur), infiltration ;
- les anomalies fonctionnelles : tonus du sphincter anal.

### But
Chez les deux sexes, le toucher rectal permet d'examiner :
- les selles – recherche d’un fécalome, d’un méléna (selles noires et liquides) ou d’une rectorragie (hémorroïdes ou lésion rectale) ;
- le rectum – il faut systématiquement noter une éventuelle lésion de la paroi rectale ;
- l'appareil sphinctérien - le tonus et la contraction volontaire sont à analyser, en particulier chez les patients atteints de maladie neurologique ;
- le cul-de-sac de Douglas, à la partie antérieure haute, au-dessus de la prostate chez l'homme, qui correspond à un cul-de-sac du péritoine, et dont le contenu est perçu s'il est pathologique (épanchement, tumeur du sigmoïde prolabée, carcinose péritonéale) ; en cas de douleur pelvienne et abdominale, la douleur à la palpation du cul-de-sac de Douglas témoigne d'une inflammation péritonéale (péritonite).

Chez l'homme, le toucher rectal permet en outre l'analyse de la prostate. Lorsqu’elle est normale, elle a une consistance souple et régulière, et elle est constituée de deux lobes séparés par un sillon médian. En cas de prostatite, la prostate est douloureuse ; en cas d’abcès (situation très rare), elle est molle. En cas d’hypertrophie bénigne de la prostate, elle peut être anormalement grosse et perdre son sillon médian mais elle conserve un aspect régulier et homogène. En cas de cancer de la prostate, un nodule peut être présent, ou au maximum un aspect figé du pelvis en cas d’envahissement important. Dans ces cas, la prostate est irrégulière et pierreuse.
Chez la femme, lors de l'examen gynécologique, le toucher rectal peut compléter le toucher vaginal ou y être associé (toucher bidigital) afin d'examiner la cloison rectovaginale.

### Indications
Dans le cadre diagnostique, le toucher rectal peut être indiqué en cas de :
- rectorragies, méléna ou anémie ferriprive pour rechercher du sang ou une lésion du rectum ou du canal anal ;
- constipation pour rechercher un fécalome ;
- incontinence anale pour rechercher le tonus et la contraction des sphincters ;
- troubles mictionnels pour rechercher une hypertrophie prostatique, une prostatite, un fécalome ;
- douleur pelvienne pour rechercher une lésion quelconque ;
- douleur abdominale pour rechercher une péritonite ;
- confusion chez le sujet âgé pour rechercher un fécalome ;
- cancer pelvien quel qu'il soit pour rechercher l'extension ;
- dépistage du cancer de la prostate chez l'homme.

## Aspect thérapeutique
Le toucher rectal à but thérapeutique est soit évacuateur, soit stimulateur. Un massage abdominal peut être fait juste avant le soin. Si le but est évacuateur, les selles présentes dans l'ampoule rectale sont progressivement retirées au doigt. Si le but est stimulateur, on effectue une stimulation digitale de l'ampoule rectale d'une manière ferme et circulaire, permettant d'induire une onde péristaltique réflexe à l’origine de l’évacuation des selles, ce qui ouvre le sphincter anal.
Dans certains cas, certaines mesures peuvent améliorer le confort du geste :
- utilisation d'un suppositoire selon prescription médicale entre 15 minutes et 2 heures avant le soin selon le type de suppositoire ;
- pendant le soin, massage de l’abdomen dans le sens des aiguilles d’une montre afin de stimuler le côlon descendant et de favoriser la progression des selles.

### Indications et contre-indications
Le toucher rectal évacuateur est surtout indiqué en cas de fécalome. Il peut également être pratiqué chez le patient ayant un intestin neurogène, par exemple une dyschésie anorectale d’origine neurologique centrale chez le patient para ou tétraplégique, ou d'origine périphérique dans le syndrome de la queue de cheval par exemple, dans les pathologies neuro-dégénératives, chez les patients ayant un traitement ayant un effet sur le péristaltisme, chez le patient âgé...
Le geste est relativement contre-indiqué dans le cas où le patient a des hémorroïdes et présente des risques d'hémorragies ano-rectales.

### Effets secondaires
Dans certains cas, le toucher rectal peut créer des irritations locales, des saignements, une dysréflexie, un malaise vagal ou encore des lésions des muqueuses.

## Anecdote
- F. Fesmire a été lauréat du prix Ig Nobel 2006 en médecine pour sa proposition d'arrêt du hoquet par massage rectal[2].